# L'obelisco nero
L'obelisco nero è un romanzo scritto da Erich Maria Remarque nel 1956. Racconta della vita di Ludwig a Werdenbrück, un piccolo paese tedesco, nel difficile periodo della Repubblica di Weimar. Il protagonista lavora in una piccola impresa di pompe funebri che deve fare i conti con l'altissima inflazione: un grosso monumento funebre, rimasto invenduto, dà il titolo all'opera. Ludwig si occupa anche di poesia, e per arrotondare lo stipendio suona l'organo in un manicomio, dove si intrattiene in numerosi dialoghi con il dottore, il vicario ed Isabella, una delle pazienti.

## Trama
È l'aprile del 1923, e gli affari vanno bene per la ditta di monumenti funerari Heinrich Kroll e Figli, sita in quel di Werdenbrück, una vecchia città di sessantamila abitanti, con case di legno, costruzioni barocche e orribili quartieri nuovi. La morte continua ad alimentare l'umano bisogno di lenire il dolore con monumenti di marmo o, se il rimorso e l’eredità sono grossi, di costoso granito nero svedese lucidato.
Alla Heinrich Kroll e Figli, però, hanno poco da festeggiare. Più vendono, infatti, e più si impoveriscono. Una bizzarria all'ordine del giorno nella Germania del 1923, dove l’inflazione dilaga.
Ludwig Bodmer lavora alla Heinrich Kroll e Figli. È il capo della pubblicità, il disegnatore e il contabile della ditta: è il solo impiegato, per giunta inesperto, visto che è un poeta, regolare membro del club di poesia che si riunisce una volta alla settimana nella saletta stile antico tedesco di un rinomato oste di Werdenbrück.
Ludwig ha, però, anche un’altra occupazione.
La domenica indossa il suo abito buono, attraversa la città da cima a fondo, percorre un viale di ippocastani, si arrampica su una collinetta e raggiunge il manicomio, dove suona l'organo della cappella per la messa domenicale. Tra l'esecuzione di un brano e l'altro, il suo sguardo fruga nelle prime file, alla ricerca della testa scura di Isabelle, un'affascinante ragazza ospite del manicomio, che se ne sta inginocchiata sul banco, diritta e snella, con la testa delicata china da un lato, come una statua gotica. Ludwig ama quel luogo. Dopo la colazione si reca nel parco e se ne sta tranquillamente seduto a dedicarsi a cose fuori moda come ascoltare il vento, sentire cantare gli uccelli, osservare il gioco della luce che filtra tra il verde chiaro delle fronde.
Ma il nazismo con la sua follia distruttiva si porta via tutto; alla fine del romanzo, Ludwig torna di passaggio per poche ore a Werdenbrück un anno dopo la fine della seconda guerra mondiale: amici e conoscenti sono tutti morti, le strade della città sono cumuli di macerie dove Ludwig non tarda a perdersi. Decide allora di acquistare delle vecchie cartoline di Werdenbrück per averne un ricordo visto che i due unici edifici rimasti illesi sono il manicomio e l'ospedale ginecologico perché situati un po' fuori città. Entrambi sono tornati al gran completo in breve tempo e saranno destinati ad un consistente ampliamento.
Romanzo permeato dalla grazia e dalla levità della scrittura di Remarque, L'obelisco nero narra degli anni Venti della Germania, anni difficili di una nazione sull’orlo della rovina e, tuttavia, anni in cui , secondo l'autore di Niente di nuovo sul fronte occidentale, «la speranza sventolava ancora sopra di noi come una bandiera, e noi credevamo ancora in quei valori sospetti che si chiamano umanità, giustizia, tolleranza, e pensavamo che una guerra mondiale potesse essere, per una generazione, un insegnamento sufficiente».

## Personaggi principali
- Ludwig: giovane reduce della prima guerra, poeta, musicista;
- Georg Kroll: amico di Ludwig e comproprietario dell'impresa funebre;
- Eduard Knobloch: ristoratore e poeta;
- Isabella: pseudonimo di Geneviève, paziente del manicomio, sofferente di schizofrenia;
- Gerda: acrobata di circo e ballerina del "Mulino Rosso";
- Dottor Wernicke: primario del manicomio;
- Bodendiek: vicario del paese.

## Personaggi secondari
- Heinrich Kroll: comproprietario dell'impresa funebre e fratello di George Kroll;
- Alexander Riesenfeld: commerciante di granito, fornitore dell'impresa funebre;
- Wilke: falegname e fabbricante di bare;
- Kurt Bach: scultore di monumenti funebri;
- Willy: borsanerista e speculatore finanziario;
- Renèe de la Tour: attrice e cantante del "Mulino Rosso";
- Lisa: moglie del macellaio Watzek e dirimpettaia di Ludwig e Georg;
- Cavallo di ferro: prostituta del bordello locale;
- Knopf: maresciallo in pensione, spesso alticcio.

## Edizioni
- (DE) Der schwarze Obelisk: Geschichte einer verspäteten Jugend, Köln; Berlin, Kiepenheuer & Witsch, 1956.
- L'obelisco nero: Storia di una giovinezza ritardata, traduzione di Quirino Maffi e Enrichetta Luppis, Milano, Bompiani, 1957.
- L'obelisco nero, collana collana Oscar Mondadori, Milano, Arnoldo Mondadori, 1971.